# Società Sportiva Felice Scandone 2006-2007
Questa voce raccoglie le informazioni riguardanti la  Società Sportiva Felice Scandone nelle competizioni ufficiali della stagione 2006-2007.

## Verdetti stagionali
Competizioni nazionali
- Serie A:
  - stagione regolare: 16º posto su 18 squadre (12/22)

## Stagione
La stagione 2006-2007 della Società Sportiva Felice Scandone sponsorizzata Air, è la 7ª nel massimo campionato italiano di pallacanestro, la Serie A.
All'inizio della nuova stagione la Lega Basket decise di modificare il regolamento riguardo al numero di giocatori stranieri da schierare contemporaneamente in campo che venne ridotto a sei, con anche la possibilità di impiegare fino a quattro giocatori extracomunitari.
Il 15 dicembre Peter Lisicky ottiene la cittadinanza italiana, non occupando così più un posto per i giocatori stranieri.
Retrocessa sul campo al termine della stagione 2005-2006, la Scandone viene riammessa in Lega A a seguito del fallimento del Roseto Basket. Inizialmente il General Manager, Menotti Sanfilippo, aveva chiamato alla guida della squadra Luigi Gresta, ma dopo l'ufficializzazione della riammissione, si sceglie di puntare su Matteo Boniciolli, che ha allenato la Navigo.it Teramo durante la stagione precedente. Luigi Gresta rimarrà nello staff tecnico avellinese in qualità di assistente.
L'Air Avellino conquista la matematica salvezza, dopo una stagione segnata da una serie incredibile di infortuni, all'ultima giornata nonostante la sconfitta casalinga con la Pallacanestro Biella per 65-93. Infatti, il contemporaneo ko della Pallacanestro Reggiana al PalaFantozzi contro l'Orlandina Basket (76-71) permette al team in biancoverde di terminare la stagione a 24 punti, a pari merito proprio con gli emiliani, retrocessi però a causa della doppia sconfitta negli scontri diretti con il team guidato da Matteo Boniciolli (90-80 ad Avellino, 80-84 a Reggio Emilia).

## Roster
| Air Avellino 2006-07 | Air Avellino 2006-07 |
| Giocatori            | Staff tecnico        |
| -------------------- | -------------------- |

| N. | Naz.                                      | Ruolo | Nome                | Anno | Alt.   | Peso   |  |
| -- | ----------------------------------------- | ----- | ------------------- | ---- | ------ | ------ |  |
| 4  | Stati Uniti (bandiera)                    | P     | Brent Darby         | 1981 | 185 cm | 91 kg  |  |
| 5  | Stati Uniti (bandiera)                    | AG    | Jason Capel         | 1980 | 203 cm | 108 kg |  |
| 5  | Croazia (bandiera) · Italia (bandiera)    | AG    | Nikola Radulović    | 1973 | 207 cm | 103 kg |  |
| 6  | Stati Uniti (bandiera)                    | C     | Harold Jamison      | 1976 | 204 cm | 125 kg |  |
| 7  | Stati Uniti (bandiera)                    | G     | Ramel Curry         | 1980 | 191 cm | 85 kg  |  |
| 8  | Francia (bandiera)                        | A     | Danny Strong (C)    | 1975 | 199 cm | 100 kg |  |
| 9  | Italia (bandiera)                         | AG    | Pasquale Paolisso   | 1990 | 203 cm | 86 kg  |  |
| 10 | Italia (bandiera)                         | G     | Fabio Zanelli       | 1976 | 196 cm | 85 kg  |  |
| 10 | Slovenia (bandiera)                       | P     | Simon Petrov        | 1976 | 190 cm | 87 kg  |  |
| 11 | Italia (bandiera)                         | PG    | Andrea Pecile       | 1980 | 187 cm | 87 kg  |  |
| 11 | Grecia (bandiera)                         | AG    | Periklīs Dorkofikīs | 1980 | 205 cm | 105 kg |  |
| 12 | Italia (bandiera)                         | AP    | Marco Rossetti      | 1980 | 201 cm | 98 kg  |  |
| 13 | Italia (bandiera)                         | G     | Flavio Frascolla    | 1990 | 193 cm | 80 kg  |  |
| 14 | Stati Uniti (bandiera)                    | AG    | Isiah Victor        | 1978 | 206 cm | 100 kg |  |
| 14 | Stati Uniti (bandiera)                    | P     | Derrick Zimmerman   | 1981 | 188 cm | 95 kg  |  |
| 15 | Italia (bandiera)                         | AC    | Stefano Maioli      | 1982 | 205 cm | 113 kg |  |
| 18 | Italia (bandiera)                         | G     | Giuseppe Frascolla  | 1962 | 190 cm |        |  |
| 19 | Dominica (bandiera) · Francia (bandiera)  | C     | Sylvere Bryan       | 1981 | 208 cm | 113 kg |  |
| 20 | Slovacchia (bandiera) · Italia (bandiera) | G     | Peter Lisicky       | 1976 | 192 cm | 95 kg  |  |
| -  | Italia (bandiera)                         |       | Francesco Cerullo   | 1990 |        |        |  |
| -  | Italia (bandiera)                         |       | Luca Coppola        | 1990 |        |        |  |
| -  | Italia (bandiera)                         |       | Andrea La Rocca     | 1989 |        |        |  |
| -  | Italia (bandiera)                         |       | Roberto Peluso      | 1989 |        |        |  |
| -  | Italia (bandiera)                         |       | Marco Zaccheo       | 1990 |        |        |  |

| Allenatore |
| - Matteo Boniciolli |
| Assistente/i |
| - Gianluca De Gennaro - Luigi Gresta - Antonino Sanfilippo Legenda - (C) Capitano - (IN) Inattivo - Infortunato Roster |

### Staff tecnico e dirigenziale
- Allenatore: Matteo Boniciolli
- Assistente: Luigi Gresta
- Assistente: Gianluca De Gennaro
- Assistente: Antonino Sanfilippo
- Preparatore Atletico: Maurizio Maietta
- Medico: Luciano Marino
- Medico: Gennaro Corbo
- Medico: Elia De Simone
- Fisioterapista: Gerardo Zeccardo

- Presidente: Carmine Cardillo
- General Manager: Menotti Sanfilippo
- Team Manager: Gaetano De Paola
- Dirigente Accompagnatore: Gerardo Mariella
- Addetto agli Arbitri: Salvatore Mondo
- Addetto stampa: Gaetano De Paola
- Segreteria: Rossella Galante
- Segreteria: Gianluca Di Domenico
- Segreteria: Giovanni Roca
- Resp. Settore Giovanile: Gianluca De Gennaro
- Resp. Statistiche: Giuseppe Adamo

## Mercato

### Sessione estiva
| Acquisti | Acquisti           | Acquisti                             | Acquisti      | Acquisti |
| R.       | Nome               | da                                   | Modalità      |          |
| -------- | ------------------ | ------------------------------------ | ------------- | -------- |
| AG       | Jason Capel        | Pall. Roseto                         | definitivo    |          |
| G        | Ramel Curry        | Con. de S. Cristóbal                 | definitivo    |          |
| C        | Harold Jamison     | Scafati Basket                       | definitivo    |          |
| PG       | Andrea Pecile      | Mens Sana Siena                      | definitivo    |          |
| AP       | Marco Rossetti     | Pistoia Basket                       | definitivo    |          |
| A        | Danny Strong       | Fuenlabrada                          | definitivo    |          |
| G        | Fabio Zanelli      | Nuova A.M.G. Sebastiani Basket Rieti | definitivo    |          |
| C        | Sylvere Bryan      | B.C. Ferrara                         | definitivo    |          |
| AC       | Stefano Maioli     | B.C. Ferrara                         | definitivo    |          |
| P        | Brent Darby        | B.C. Ferrara                         | definitivo    |          |
| G        | Giuseppe Frascolla | Basket S.M. Vico                     | definitivo    |          |
| P        | Maurizio Ferrara   | Juvecaserta                          | fine prestito |          |

| Cessioni | Cessioni            | Cessioni                             | Cessioni       | Cessioni |
| R.       | Nome                | a                                    | Modalità       |          |
| -------- | ------------------- | ------------------------------------ | -------------- | -------- |
| A        | Hervé Touré         | Orlandina                            | fine contratto |          |
| G        | David Young         | Budućnost                            | fine contratto |          |
| AC       | Brandon Brown       | Incheon Bl. Slamer                   | fine contratto |          |
| AG       | Periklīs Dorkofikīs | Pall. Reggiana                       | fine contratto |          |
| C        | Massimiliano Monti  | Pall. Firenze                        | fine contratto |          |
| G        | Tony Bobbitt        | Bakersfield Jam                      | fine contratto |          |
| P        | Davide Bonora       | Nuova A.M.G. Sebastiani Basket Rieti | fine contratto |          |
| AP       | Patrick Mutombo     | Amici Pall. Udinese                  | fine contratto |          |
| G        | Patricio Prato      | Nuova A.M.G. Sebastiani Basket Rieti | fine contratto |          |
| P        | Maurizio Ferrara    | Viola R. Calabria                    | prestito       |          |
| C        | Antonio Iannuzzi    | Mens Sana Siena                      | fine contratto |          |
| AP       | Salvatore Parlato   | Folgore Nocera                       | fine contratto |          |

### Dopo l'inizio della stagione
| Acquisti | Acquisti            | Acquisti          | Acquisti         | Acquisti   |
| R.       | Nome                | da                | Data             | Modalità   |
| -------- | ------------------- | ----------------- | ---------------- | ---------- |
| G        | Peter Lisicky       | Free agent        | 20 ottobre 2006  | definitivo |
| AG       | Isiah Victor        | Dinamo Sassari    | 1 dicembre 2006  | definitivo |
| AG       | Periklīs Dorkofikīs | Pall. Reggiana    | 12 gennaio 2007  | definitivo |
| AG       | Nikola Radulović    | Free agent        | 26 gennaio 2007  | definitivo |
| PG       | Derrick Zimmerman   | Bamberga          | 26 gennaio 2007  | definitivo |
| P        | Simon Petrov        | Olympias Patrasso | 14 febbraio 2007 | definitivo |

| Cessioni | Cessioni      | Cessioni     | Cessioni         | Cessioni    |
| R.       | Nome          | a            | Data             | Modalità    |
| -------- | ------------- | ------------ | ---------------- | ----------- |
| AG       | Jason Capel   | Free agent   | 15 dicembre 2006 | rescissione |
| PG       | Andrea Pecile | Granada      | 18 dicembre 2006 | rescissione |
| AG       | Isiah Victor  | Free agent   | 30 gennaio 2007  | rescissione |
| G        | Fabio Zanelli | B.C. Ferrara | 30 gennaio 2007  | rescissione |
| C        | Sylvere Bryan | Prostějov    | 18 febbraio 2007 | rescissione |

## Risultati

### Regular season

#### Girone di andata
| Avellino 8 ottobre 2006, ore 18:15 1ª Giornata | Scandone Avellino | 72 – 83 | Orlandina | PalaDelMauro |

| Livorno 15 ottobre 2006, ore 18:15 2ª Giornata | Basket Livorno | 78 – 75 | Scandone Avellino | PalaLivorno |

| Avellino 19 ottobre 2006, ore 20:30 3ª Giornata | Scandone Avellino | 78 – 88 | Mens Sana Siena | PalaDelMauro |

| Varese 22 ottobre 2006, ore 18:15 4ª Giornata | Pall. Varese | 88 – 68 | Scandone Avellino | PalaWhirlpool |

| Napoli 28 ottobre 2006, ore 20:30 5ª Giornata | Basket Napoli | 87 – 80 | Scandone Avellino | PalaBarbuto |

| Avellino 5 novembre 2006, ore 18:15 6ª Giornata | Scandone Avellino | 81 – 66 | Amici Pall. Udinese | PalaDelMauro |

| Avellino 12 novembre 2006, ore 18:15 7ª Giornata | Scandone Avellino | 90 – 80 | Pall. Reggiana | PalaDelMauro |

| Scafati 18 novembre 2006, ore 20:30 8ª Giornata | Scafati Basket | 78 – 77 | Scandone Avellino | PalaMangano |

| Avellino 26 novembre 2006, ore 18:15 9ª Giornata | Scandone Avellino | 95 – 75 | Teramo Basket | PalaDelMauro |

| Treviso 3 dicembre 2006, ore 18:15 10ª Giornata | Pall. Treviso | 92 – 70 | Scandone Avellino | Palaverde |

| Avellino 10 dicembre 2006, ore 18:15 11ª Giornata | Scandone Avellino | 80 – 85 | Virtus Bologna | PalaDelMauro |

| Avellino 17 dicembre 2006, ore 18:15 12ª Giornata | Scandone Avellino | 93 – 86 | Olimpia Milano | PalaDelMauro |

| Montegranaro 30 dicembre 2006, ore 20:30 13ª Giornata | Sutor Montegranaro | 81 – 75 | Scandone Avellino | PalaSavelli |

| Avellino 7 gennaio 2007, ore 18:15 14ª Giornata | Scandone Avellino | 73 – 74 | Pall. Cantù | PalaDelMauro |

| Bologna 14 gennaio 2007, ore 18:15 15ª Giornata | Fortitudo Bologna | 94 – 76 | Scandone Avellino | PalaDozza |

| Avellino 21 gennaio 2007, ore 18:15 16ª Giornata | Scandone Avellino | 70 – 80 | Virtus Roma | PalaDelMauro |

| Biella 28 gennaio 2007, ore 18:15 17ª Giornata | Pall. Biella | 95 – 68 | Scandone Avellino | Palasport Biella |

#### Girone di ritorno
| Capo d’Orlando 4 febbraio 2007, ore 20:30 1ª Giornata | Orlandina | 68 – 74 | Scandone Avellino | PalaFantozzi |

| Avellino 18 febbraio 2007, ore 18:15 2ª Giornata | Scandone Avellino | 89 – 85 | Basket Livorno | PalaDelMauro |

| Siena 24 febbraio 2007, ore 18:30 3ª Giornata | Mens Sana Siena | 83 – 64 | Scandone Avellino | PalaEstra |

| Avellino 4 marzo 2007, ore 18:15 4ª Giornata | Scandone Avellino | 72 – 87 | Pall. Varese | PalaDelMauro |

| Avellino 10 marzo 2007, ore 20:30 5ª Giornata | Scandone Avellino | 88 – 75 | Basket Napoli | PalaDelMauro |

| Udine 18 marzo 2007, ore 18:15 6ª Giornata | Amici Pall. Udinese | 105 – 84 | Scandone Avellino | PalaCarnera |

| Reggio Emilia 24 marzo 2007, ore 20:30 7ª Giornata | Pall. Reggiana | 80 – 84 | Scandone Avellino | PalaBigi |

| Avellino 29 marzo 2007, ore 20:30 8ª Giornata | Scandone Avellino | 97 – 81 | Scafati Basket | PalaDelMauro |

| Teramo 1º aprile 2007, ore 18:15 9ª Giornata | Teramo Basket | 87 – 75 | Scandone Avellino | PalaScapriano |

| Avellino 7 aprile 2007, ore 20:30 10ª Giornata | Scandone Avellino | 78 – 84 | Pall. Treviso | PalaDelMauro |

| Casalecchio di Reno 5 maggio 2007, ore 18:30 11ª Giornata | Virtus Bologna | 99 – 98 | Scandone Avellino | Unipol Arena |

| Milano 19 aprile 2007, ore 20:30 12ª Giornata | Olimpia Milano | 69 – 80 | Scandone Avellino | PalaLido |

| Avellino 22 aprile 2007, ore 18:15 13ª Giornata | Scandone Avellino | 87 – 70 | Sutor Montegranaro | PalaDelMauro |

| Cantù 25 aprile 2007, ore 16:30 14ª Giornata | Pall. Cantù | 83 – 49 | Scandone Avellino | Mapooro Arena |

| Avellino 29 aprile 2007, ore 20:30 15ª Giornata | Scandone Avellino | 79 – 69 | Fortitudo Bologna | PalaDelMauro |

| Roma 9 maggio 2007, ore 20:30 16ª Giornata | Virtus Roma | 87 – 64 | Scandone Avellino | PalaLottomatica |

| Avellino 13 maggio 2007, ore 18:15 17ª Giornata | Scandone Avellino | 65 – 93 | Pall. Biella | PalaDelMauro |